# Sirarou
Sirarou è un arrondissement del Benin situato nella città di N'Dali (dipartimento di Borgou) con 19.113 abitanti (dato 2006).